# Идрия при Бачи
Идрия при Бачи (на словенски: Idrija pri Bači) е село в Словения, регион Горишка, община Толмин. Според Националната статистическа служба на Република Словения през 2015 г. селото има 289 жители.